# Городское поселение Селятино
Городско́е поселе́ние Селя́тино — упразднённое в 2017 году муниципальное образование в Наро-Фоминском муниципальном районе Московской области России.
Образовано в 2005 году, включило рабочий посёлок Селятино, 9 населённых пунктов позже упразднённого Петровского сельского округа, а также деревню Лисинцево Новофёдоровского сельского округа. Крупнейший населённый пункт — рабочий посёлок Селятино. Общая площадь территории — 49,92 км². Находилось в восточной части Наро-Фоминского района.
Глава городского поселения — Голубев Евгений Нариманович.

## Население
| 2006    | 2007    | 2008    | 2009    | 2010    | 2011    |
| ------- | ------- | ------- | ------- | ------- | ------- |
| 16 028  | ↘15 098 | ↘13 562 | ↗16 169 | ↘15 826 | ↗16 037 |
| 2012    | 2013    | 2014    | 2015    | 2016    | 2017    |
| →16 037 | ↗16 275 | ↗16 283 | ↘16 165 | ↘16 057 | ↗16 349 |

## Состав городского поселения
| Вид             | Наименование           | Население, чел. | ОКАТО          | Бывшая административная единица до 2006 года |
| --------------- | ---------------------- | --------------- | -------------- | -------------------------------------------- |
| деревня         | Алабино                | 590             | 46 238 834 014 | Петровский сельский округ                    |
| деревня         | Глаголево              | 319             | 46 238 834 004 | Петровский сельский округ                    |
| посёлок         | Дома Отдыха «Отличник» | 215             | 46 238 834 012 | Петровский сельский округ                    |
| деревня         | Жёдочи                 | 24              | 46 238 834 006 | Петровский сельский округ                    |
| деревня         | Лисинцево              | 0               | 46 238 828 020 | Новофёдоровский сельский округ               |
| деревня         | Мишуткино              | 10              | 46 238 834 010 | Петровский сельский округ                    |
| деревня         | Новоглаголево          | 9               | 46 238 834 028 | Петровский сельский округ                    |
| деревня         | Свитино                | 5               | 46 238 834 019 | Петровский сельский округ                    |
| рабочий посёлок | Селятино               | 14 536          | 46 238 568     |                                              |
| деревня         | Софьино                | 1371            | 46 238 834 018 | Петровский сельский округ                    |
| деревня         | Сырьево                | 10              | 46 238 834 020 | Петровский сельский округ                    |

## Комментарии
1. ↑  В июле 2004 года, согласно Постановлению Губернатора МО от 22.07.2004 № 145-ПГ Архивная копия от 4 марта 2016 на Wayback Machine, в состав деревни был включён дачный посёлок Алабино
2. ↑  До июля 2004 года посёлок Селятино, административно подчинённый дачному посёлку Алабино, был сельским населённым пунктом. Преобразован в посёлок городского типа — рабочий посёлок Селятино согласно Постановлению Губернатора МО от 22.07.2004 № 144-ПГ «О преобразовании посёлка Селятино Наро-Фоминского района Московской области» Архивная копия от 10 июня 2015 на Wayback Machine